# اردک نوک‌گلی
اردک نوک‌گلی (نام علمی: Netta peposaca) نام یک گونه از زیرخانواده مرغابیان روآبچر است.